# Horton Smith

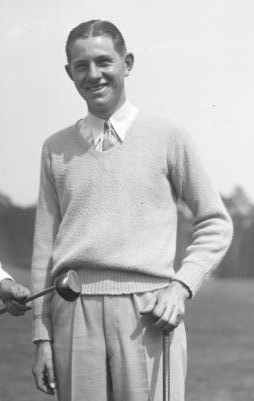
Smith in 1929

Horton Smith (Springfield, Missouri, 22 mei 1908 - Detroit, Michigan, 15 oktober 1963) was een golfprofessional uit de Verenigde Staten.
Horton Smith heeft verschillende toernooien in de Verenigde Staten gewonnen, maar is beroemd omdat hij de eerste speler was die tweemaal de Masters won, de eerste editie in 1934 (toen nog de Augusta National Invitational) en nogmaals in 1936. In 1929 en 1936 won hij de Order of Merit in Amerika.
Driemaal heeft hij in de Ryder Cup gespeeld, en in 1930 was hij de laatste speler die Bobby Jones

## Professional
Horton werd in 1926 professional. Zijn golfcarrière begon als assistent-professional op de Springfield Country Club. Hij was de eerste pro die een sandwegde in een toernooi speelde. Later gaf hij er eentje cadeau aan Bobby Jones, die hem vervolgens gebruikte toen hij het Brits Open speelde. Niet lang daarna werd de sandwedge afgekeurd. Later zou Gene Sarazen een ander model maken, dat wél goedgekeurd werd.
Na zijn laatste touroverwinning speelde Horton geen grote toernooien meer. Hij stond bekend als mogelijk de beste putter ter wereld, en werd nog jarenlang door bekende spelers om advies gevraagd. In 1961 schreef hij een boek: "The secret of holing putts". 

Van 1950 - 1952 was hij de voorzitter van de Amerikaanse PGA. 

## Gewonnen

#### PGA Tour
- 1928: Oklahoma City Open, Catalina Island Open
- 1929: Berkeley Open Championship, Pensacola Open Invitational, Florida Open, La Gorce Open, Fort Myers Open, North and South Open, Oregon Open, Pasadena Open
- 1930: Central Florida Open, Savannah Open, Berkeley Open, Bay District Open
- 1931: St Paul Open
- 1932: National Capital City Open
- 1933: Miami International Four-Ball (met Paul Runyan)
- 1934: The Masters, Grand Slam Open, California Open
- 1935: Palm Springs Invitational, Miami Biltmore Open, Pasadena Open
- 1936: The Masters, Victoria Open
- 1937: North and South Open, Inverness Invitational Four-Ball (met Harry Cooper), Oklahoma Four-Ball (met Harry Cooper)
- 1941: Florida West Coast Open, St Paul Open

#### Elders
- 1940: Massachusetts Open
- 1948: Michigan PGA Championship

## Teams
- Ryder Cup: 1929, 1933, 1935

Horton Smith heeft in zijn geboorteplaats een openbare golfbaan opgericht die naar hem vernoemd is, de Horton Smith Municipal Golf Course.

## Eerbetoon
Horton Smith is lid van de World Golf Hall of Fame (1990) en de Michigan Golf Hall of Fame.